# Заяєв Анатолій Миколайович
Анато́лій Микола́йович Зая́єв (27 жовтня 1931, Сімферополь, СРСР — 18 грудня 2012, Запорізька область) — український футболіст, потім тренер. Перший тренер-чемпіон України, заслужений тренер України.

## Біографія
Народився в Сімферополі у великій ассирійській родині. Учасник Другої світової війни. Батько Анатолія Заяєва розстріляний в 1938 році. Молодший брат Олександр був убитий в період німецької окупації Криму, старший брат Олексій загинув у березні 1945 в Німеччині.
Закінчив Сімферопольський державний університет. Працював на сімферопольському м'ясокомбінаті. Одночасно був гравцем і адміністратором заводської команди «Харчовик». За його участі в 1958 році команда із Сімферополя отримала право грати у класі «Б» чемпіонату СРСР. У 1962 році «Таврія» посіла третє місце у фіналі чемпіонату УРСР. Після цього пішов з команди. З різних причин його багато разів звільняли з посади начальника команди.
«Таврія» дуже погано розпочала сезон 1963 року, довго не могла виграти, в результаті чого тренер Антонін Сочнєв був відправлений у відставку. Одночасно з цим Заяєв був повернутий в команду. Він став виконувачем обов'язків головного тренера. З першого ж виїзду привіз перемогу. Команда почала відновлюватися і зуміла врятуватися від вильоту.
За власним визнанням, працювати тренером почав з 1973 року, оскільки накопичив вже достатній багаж знань.
У часи першості СРСР неодноразово ставав чемпіоном і призером УРСР, володарем Кубка УРСР, півфіналістом Кубка СРСР, команда ставала переможцем і призером чемпіонату СРСР серед команд першої ліги, чемпіоном Спартакіади України.
Його вихованці стали майстрами спорту СРСР та УРСР, майстрами спорту міжнародного класу, призерами олімпійських ігор, чемпіонами Європи серед молодіжних команд, заслуженими тренерами України.
У 1992 році «Таврія» стала першим чемпіоном України, а в сезоні 1993/94 фіналістом Кубка України.
Після 1995 року знов став не потрібний керівництву спорткомітету Сімферополя і покинув «Таврію». Тренував черкаський «Дніпро», севастопольську «Атлантику», СК «Миколаїв». У чемпіонаті України став самим віковим наставником команди вищої ліги.
У 1996/97 працював тренером-консультантом в молдовському клубі «Конструкторул».
У 1997/98 виграв з СК «Миколаїв» чемпіонат першої ліги України. У травні 1998 року на гру з «Динамо-2» прийшли 29000 миколаївських уболівальників. Тоді запорукою успіхів була величезна турбота про команду мера міста Олександра Яковича Берднікова. Однак за кілька турів до закінчення сезону 1997/98 залишив СК «Миколаїв». Причиною став програш О.Берднікова на виборах мера.
З жовтня 1998 по травень 1999 — головний тренер «Прикарпаття».
До клубу «Таврія» його повернув президент клубу на початку 2002 Віктор Карасьов, який розраховував, що Заяєв зможе працювати на перспективу. Спочатку обіймав посаду віце-президента, потім став головним тренером команди. У 2004, після низки поразок на старті сезону 2003/04 пішов з поста головного тренера, зберігши при цьому посаду віце-президента.
Після того, як в «Таврії» змінилося керівництво і президентом клубу став Сергій Куніцин, вкотре виявився не потрібен колективу.
Однак без футболу довго не зміг. Завжди допомагав у розвитку футболу в регіонах і однією з єдиною метою було створення футбольної команди в Ялті. Допомогти у створенні футбольного клубу «Ялос» вирішили мер міста Сергій Брайко і президент АТЗТ ФК «Таврія» заслужений тренер України Віктор Віталійович Карасьов. Буквально за три дні вдалося заявити команду під другу лігу чемпіонату України. Разом із запрошеним в команду на посаду головного тренера Олександр Гайдаш. Були підібрані кваліфіковані футболісти, які зуміли в підсумку зайняти високе четверте місце. Це більш ніж гідний результат для команди, яка по суті була створена за три дні.
Також очолив клуб «ІКС-Академія» з селища Куйбишеве (Бахчисарайський район). У цьому селищі міститься сільська академія футболу. У Куйбишевому створено відмінне поле на стадіоні «Старт», якість якого Анатолій Миколайович хвалив ще як тренер «Таврії». У зимову перерву 13 чемпіонату України, «Таврія» провела на цьому полі кілька товариських поєдинків.
У 2010 новий головний тренер МФК «Миколаїв» Руслан Забранський взяв Заяева до клубу на посаду тренера-консультанта. 2012 року Заслужений тренер України Анатолій Заяєв приступив до роботи в запорізькому «Металурзі», який виступав у Прем'єр-лізі.
Увечері 18 грудня 2012 року, Анатолій Миколайович Заяєв на своїй машині потрапив в аварію. ДТП сталася на трасі Харків—Сімферополь, за два кілометри від Мелітополя. Джип «Honda CR-V», на якому Заяєв їхав до Сімферополя, виїхав на зустрічну смугу, де зіткнувся з автомобілем-евакуатором, який рухався в бік Запоріжжя. Від удару машина-евакуатор загорілася, а її водій згорів, на місці події працювали пожежники.

## Тренерський стиль
Оскільки Заяєв не мав спеціалізованої освіти, то його часто називали тренером-самоучкою. Основою побудови тренувального процесу вважає психологію, вміння керувати людськими взаєминами. За визнанням колишніх гравців «Таврії», Заяєв домагався результату не тільки за рахунок успішного виступу команди на полі, але і за рахунок уміння вибудовувати відносини з футбольними суддями.

## Досягнення і відзнаки
- Чемпіон України: 1992
- Фіналіст кубка України: 1993/94
- Переможець першої ліги України: 1997/98
- Заслужений тренер України[3] і Молдови
- нагороджений орденом «За заслуги» III і II (2011)[14] ступенів, отримав почесну грамоту Верховної Ради України «За особливі заслуги перед українським народом».

## Особисте життя
Дружина Алла, молодша від нього на сім років. Син був президентом футбольного клубу «Таврія» (січень 1992 — травень 1994), убитий 1 травня 1994. У сина залишились дружина і дві дитини.

### Лист до Януковича
За півроку до загибелі Анатолій Заяєв звернувся з листом до Президента України Віктора Януковича з проханням взяти під особистий контроль розслідування у справі вбивства свого сина. В листі Заяєв не тільки вказував на вбивць, які, як він стверджував, були йому відомі, а й на конкретних посадових осіб: суддю, прокурора, слідчого, співробітників СБУ, які покривали вбивць.

Коли я дізнався всі подробиці вбивства мого сина, для мене, як батька, стало сенсом життя покарати негідників.